# Teodorowo (Ostrołęka)
Pour les articles homonymes, voir Teodorowo.
Teodorowo (prononciation : [tɛɔdɔˈrɔvɔ]) est un village polonais de la gmina de Rzekuń dans le powiat d'Ostrołęka de la voïvodie de Mazovie dans le centre-est de la Pologne.
Il se situe à environ 8 kilomètres au nord de Rzekuń (siège de la gmina), 8 kilomètres au nord-est d'Ostrołęka (siège du powiat) et à 110 km au nord-est de Varsovie (capitale de la Pologne).

## Histoire
De 1975 à 1998, le village appartenait administrativement à la voïvodie d'Ostrołęka.